# Ясмін Фінні
Ясмін Фінні (англ. Yasmin Finney) — англійська акторка, яка потрапила в другий щорічний список GLAAD 20 до 20. Також відома своєю роллю Ель Арджент у серіалі від Netflix «Коли завмирає серце», за яку була номінована на дитячу та сімейну премію «Еммі». Вона збирається приєднатися до акторського складу «Доктора Хто» у 2023 році.

## Раннє життя
Фінні народилась у 2003 році та виросла у Манчестері. Її разом із зведеною сестрою виховувала мати-одиначка з Ямайки. Вона має італійське та ірландське походження по лінії батька. Фінні брала участь у низці місцевих театральних постановок, зокрема в Sackville Theatre Університету Манчестера, The Royal Exchange Theatre та The Aylesbury Waterside Theatre. Вона пішла до коледжу, щоб вивчати акторське мистецтво.

## Кар'єра
Фінні набула початкову популярність завдяки своїм відео в TikTok, де вона розповідала про свій досвід темношкірої британки та трансгендерного підлітка. У віці 17 років у квітні 2021 року Фінні отримала роль Келси у фільмі Біллі Портера «Все можливо» та Ель Арджент у серіалі Netflix «Коли завмирає серце».
16 травня 2022 року було оголошено, що Фінні приєднається до акторського складу «Доктора Хто» до 60-річчя серіалу в 2023 році. Її героїня, Роуз, яка, як планується, буде трансгендерною, має стати останньою супутницею Доктора .
У серпні 2022 року було оголошено, що Фінні зіграє Чарлі Астер в майбутньому короткометражному фільмі «Марс». Прем'єра фільму відбудеться в жовтні на Лондонському кінофестивалі.

## Особисте життя
Фінні — трансгендерна жінка.

## Фільмографія
| Denotes works that have not yet been released | Позначено роботи, які ще не вийшли |

### Фільми
| Рік  | Назва         | Роль           | Примітки |
| ---- | ------------- | -------------- | -------- |
| Марс | Чарлі Акастер | Короткий фільм |          |

### Серіали
| Рік       | Назва               | Роль       | Примітки      | Ref.   |
| --------- | ------------------- | ---------- | ------------- | ------ |
| 2022-нині | Коли завмирає серце | Ел Арджент | Головна роль  | [ 17 ] |
| 2023      | Доктор Хто          | Роза       | У виробництві | [ 18 ] |

### Театр
| Постановка[уточнити переклад] | Роль    | Місце проведення                       | Посилання |
| ----------------------------- | ------- | -------------------------------------- | --------- |
| Page to Stage                 | Роза    | Королівська біржа, Манчестер           | [ 9 ]     |
| Краватка                      | Париж   | Театр Sackville, Манчестерський коледж | [ 9 ]     |
| Антігона                      | Ісмоне  | Набережна, Продаж                      | [ 9 ]     |
| Порт                          | Крістін | Театр Sackville, Манчестерський коледж | [ 9 ]     |
| ДНК                           | Лія     | Театр Sackville, Манчестерський коледж | [ 9 ]     |

## Нагороди
| Рік  | Нагорода                        | Номінація                        | Номінована робота   | Результат    | Прим.              |
| ---- | ------------------------------- | -------------------------------- | ------------------- | ------------ | ------------------ |
| 2022 | Дитяча та сімейна премія «Еммі» | Видатна допоміжна продуктивність | Коли завмирає серце | В очікуванні | [ 19 ]             |
| 2022 | Soho House Awards               | Прорив року                      | Коли завмирає серце | Перемога     | [первинне джерело] |